# Comarca de Santander
La Comarca del Santander és una comarca de Cantàbria. Està limitada a l'oest per la comarca del Besaya, al sud amb la del comarca dels Valles Pasiegos, a l'est amb la de comarca de Trasmiera i al nord limita amb el Mar Cantàbric. És de caràcter clarament industrial i urbà, està constituïda pel mateix municipi de Santander (capital de la comarca), i l'arc de la badia i al sud fins al municipi de Penagos i la Serra de la Matanza. La població total de la comarca arriba a la xifra de 262.595 habitants, segons dades de l'INE de l'any 2007 (veure taula). Segons les dades del mateix any, els seus tres nuclis més poblats, de major a menor, són: Santander (181.802), Camargo (30.663) i Piélagos (17.681). I els tres nuclis menys poblats, de menor a major, són: Penagos (1.679), Villaescusa (3.481) i Miengo (3.986).
Cap destacar que una porció d'aquesta comarca juntament amb part de la comarca del Besaya, forma l'àrea metropolitana de Santander-Torrelavega. Aquesta conurbació està formada principalment per ambdues ciutats, però que al costat de les localitats i municipis confrontants constituïx un important àrea de serveis i indústria, que en la llista de les àrees metropolitanes que sobrepassaven en 2007 els 300.000 habitants en Espanya, ocupa la 21a posició
A pesar que ja existeix una llei de comarcalització de Cantàbria, aquesta encara no ha estat desenvolupada per tant la comarca no té entitat real.

## Municipis de la comarca
- El Astillero
- Camargo
- Miengo
- Penagos
- Piélagos
- Santa Cruz de Bezana
- Santander
- Villaescusa

## Galeria d'imatges

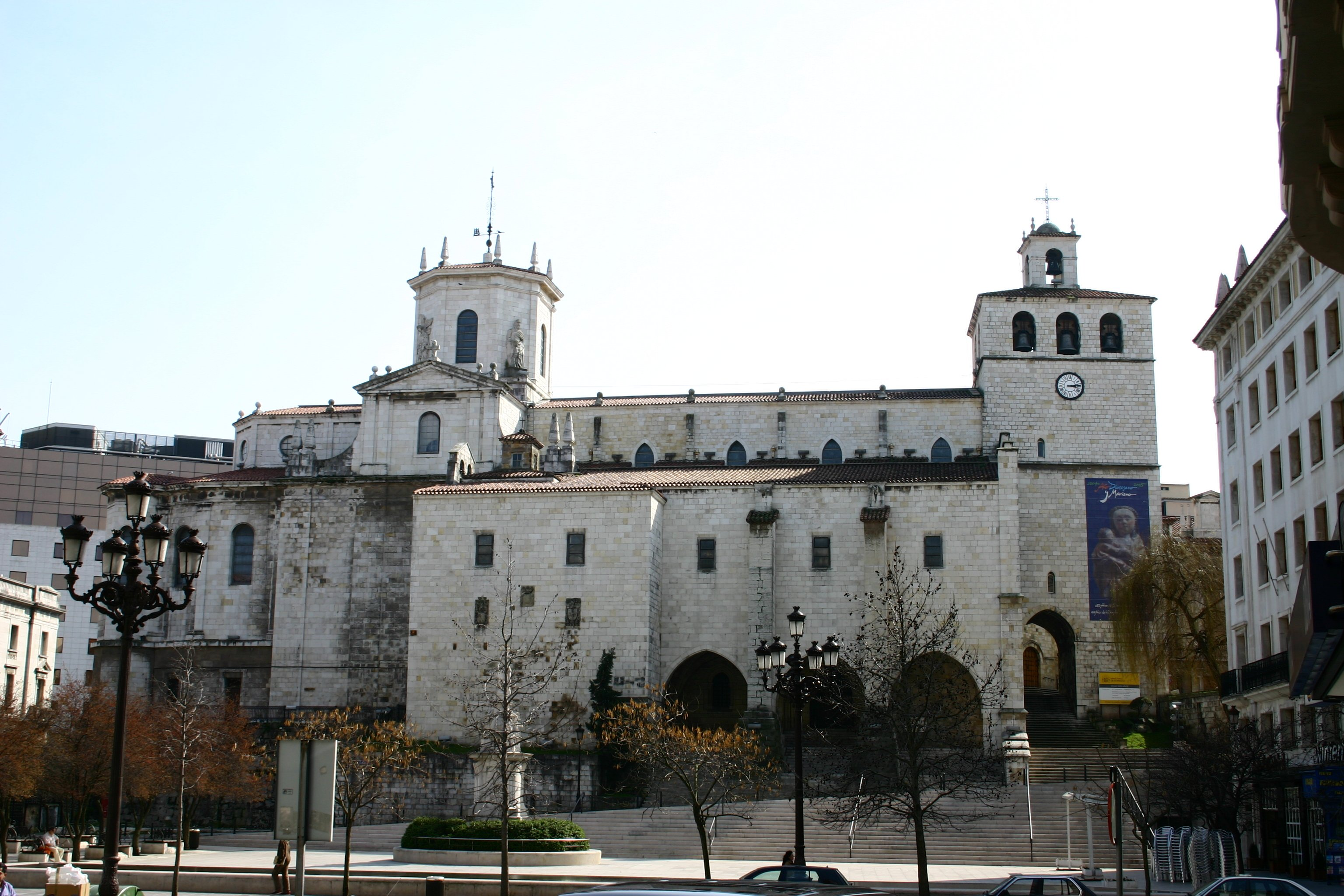
Catedral de Santander.
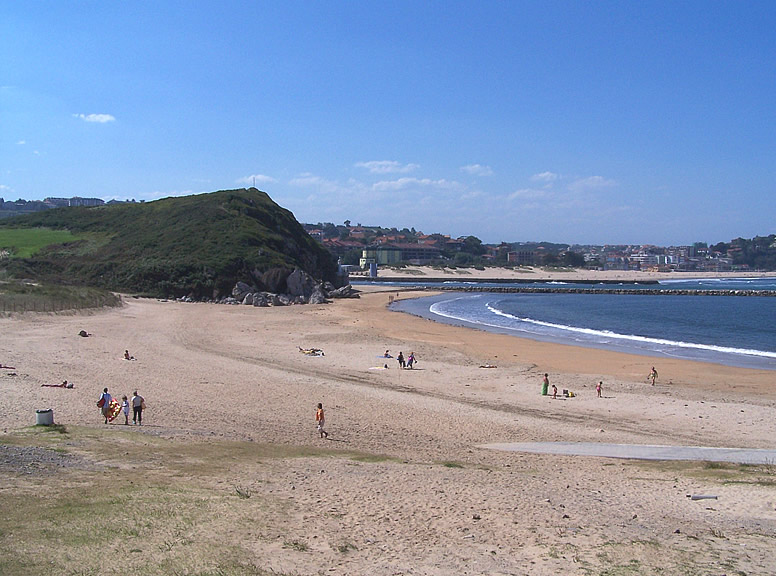
Platja de Cuchía a Miengo.
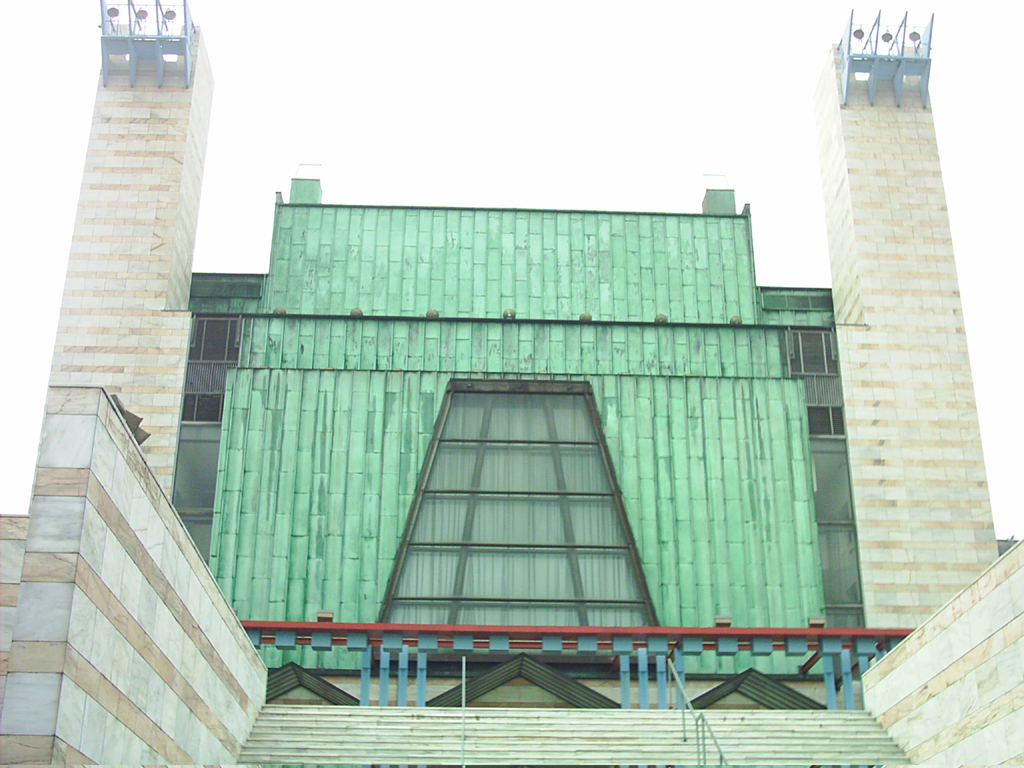
Palau dels Festivals a Santander.
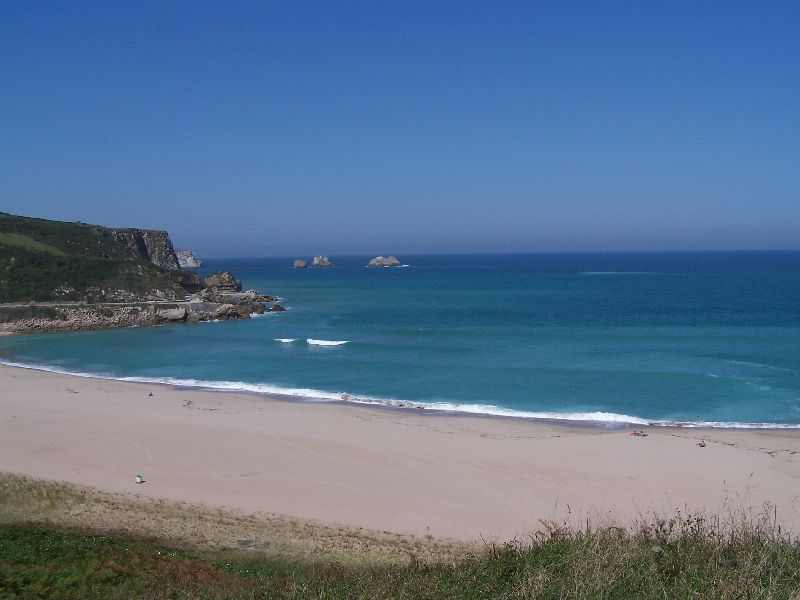
Platja d'Usgo a Miengo.
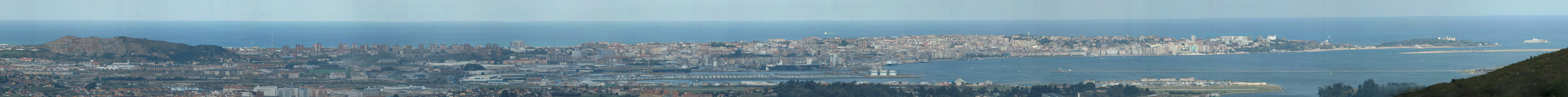
Panoràmica de la Badia de Santander.
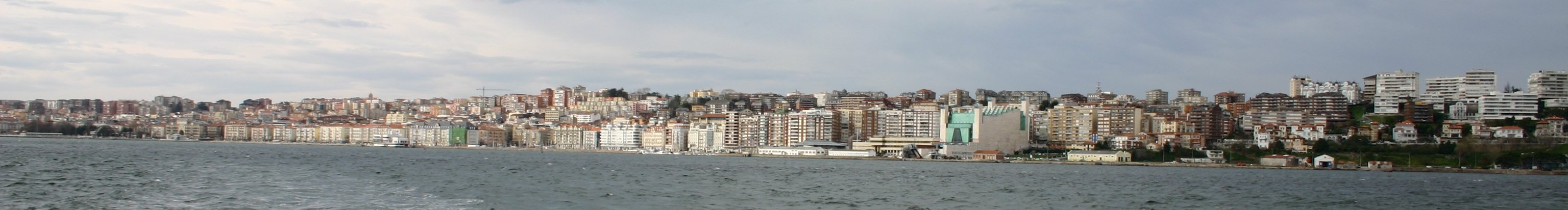
Panoràmica de la ciutat de Santander.
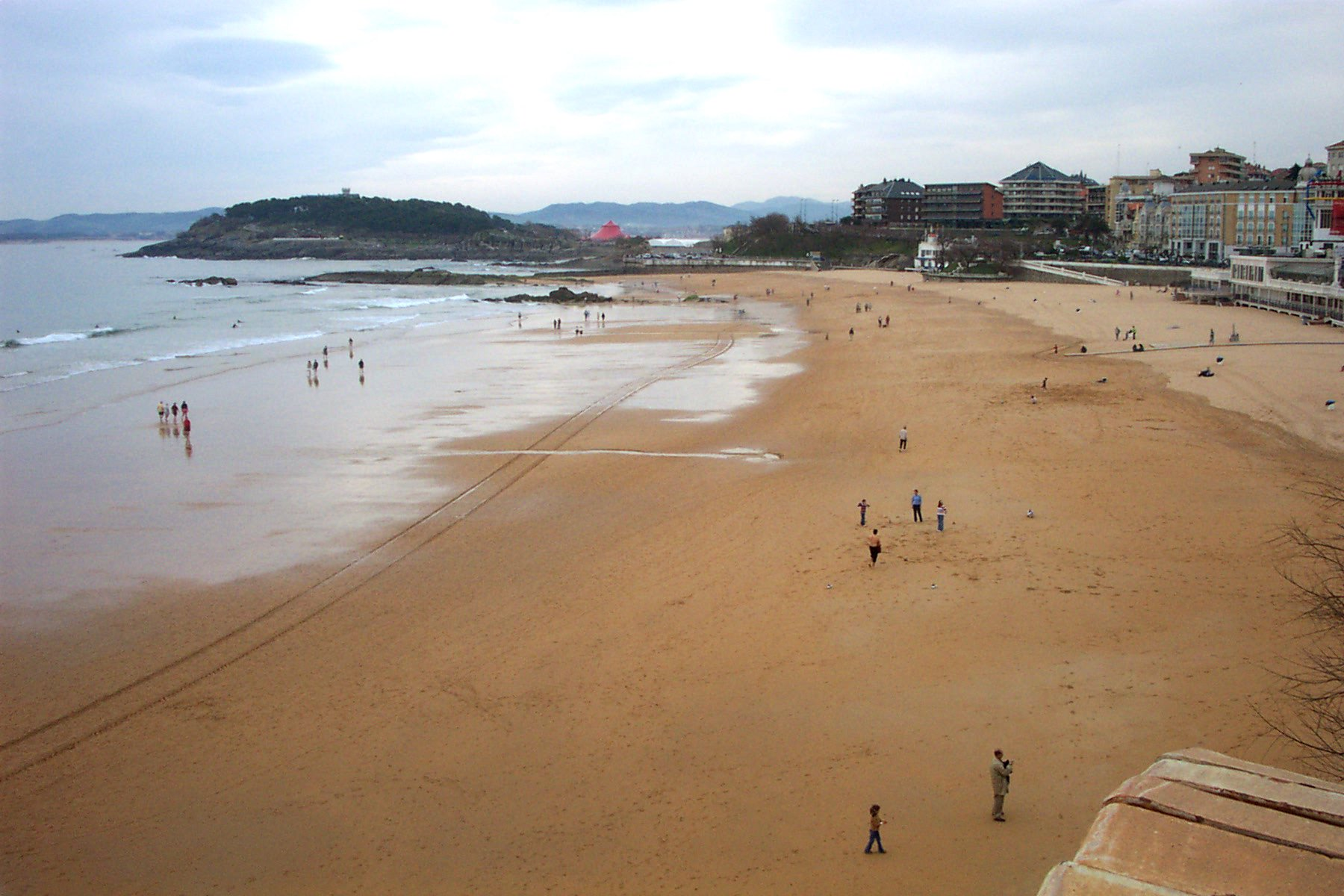
Platja d'El Sardinero.